# 玛乔琳·克里克
玛乔琳·克里克（Marjolein Kriek，1973年11月22日—）是荷蘭萊頓大學醫學中心的臨床遺傳學家，她在2008年接受全基因組定序，為首位基因組被完整定序的女性，亦為首名被完整定序的歐洲人。

## 生平
克里克於1973年出生於荷蘭萊頓，2002年於萊頓大學獲生醫科學博士學位，研究主題為心智障礙者基因組的拷贝数变异與基因篩選。畢業後她繼續以發展障礙、先天性障礙與心智障礙患者的基因組變異為研究方向。
2008年5月26日萊頓大學宣布在歷經9個月的工作後，已完成玛乔琳·克里克的全基因組定序，花費約4萬歐元。她是第一個接受基因組完整定序的女性，也是全世界第5個或第6個被完整定序的人，僅次於詹姆斯·杜威·沃森、克萊格·凡特與兩名奈及利亞的約魯巴人
。